# Lac à la Croix (sjö i Kanada, Mauricie)
Lac à la Croix är en sjö i Kanada.   Den ligger i regionen Mauricie och provinsen Québec, i den sydöstra delen av landet, 400 km nordost om huvudstaden Ottawa. Lac à la Croix ligger 349 meter över havet. Arean är 0,46 kvadratkilometer. Den sträcker sig 1,4 kilometer i nord-sydlig riktning, och 0,7 kilometer i öst-västlig riktning.
I omgivningarna runt Lac à la Croix växer i huvudsak blandskog. Trakten runt Lac à la Croix är nära nog obefolkad, med mindre än två invånare per kvadratkilometer.